# Eduino Carbonó
Eduino Carbonó de la Hoz (1950) es un botánico colombiano.
En 1974, obtuvo el título de ingeniero agrónomo por la Universidad Tecnológica del Magdalena; y a posteriori estudió el magister en biología, especialidad en sistemática vegetal, por la Universidad Nacional de Colombia, con una tesis de Estudio etnobotánico de la comunidad kogi de la Sierra Nevada de Santa Marta.
Trabaja en la Universidad del Magdalena. Y es director del herbario de la misma universidad en Santa Marta (UTMC).

## Algunas publicaciones

### Libros
- 1998. Catálogo ilustrado de flora del distrito de Santa Marta, Colombia. Editor Univ. del Magdalena Fondo Ed. 197 pp. ISBN 9589743781, ISBN 9789589743782

## Honores

### Eponimia
- (Melastomataceae) Monochaetum carbonoi Alvear & Almeda[1]
- (Lamiaceae) Salvia carbonoi Fern.Alonso[2]
- La abreviatura «Carbonó» se emplea para indicar a Eduino Carbonó como autoridad en la descripción y clasificación científica de los vegetales.[3]